# جوانا وايت
جوانا وايت (بالإنجليزية: Joanna White)‏ هي متسابقة يخت نيوزيلندية، ولدت في 2 نوفمبر 1978.

## وصلات خارجية
- جوانا وايت على موقع أوليمبيديا (الإنجليزية)